# Mojave (tribu)

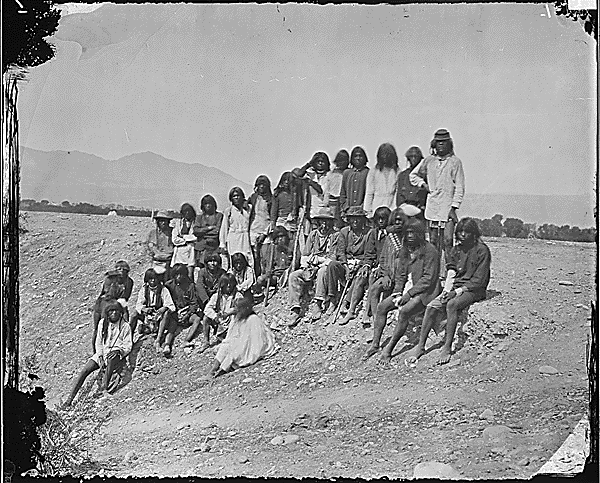
Grupo de nativos mojaves en 1871.

Los mojaves son un pueblo indígena norteamericano que habla una lengua del grupo yumano-cochimí. El nombre en español mojave proviene de d'hamok-habi o sea 'tres montañas'. Sin embargo, ellos se hacen llamar Pipa a'ha macave, es decir 'el pueblo que vive del agua'.

## Localización
Vivían en las márgenes del río Colorado, entre Needles y el Cañón Negro. Actualmente viven en las reservas de Fort Mojave, Río Colorado y Fort MacDowell, en Arizona.

## Demografía
Con el paso del tiempo el peso demográfico de los mojaves ha disminuido en la población de los Estados Unidos.
Se cree que había unos 80 mil durante el siglo XVII, pero en 1775 se calcularon en unos 3 mil. En 1835 habían aumentado a 4 mil individuos, pero en 1902 habían disminuido a 1600, el mismo número que se calculaban en 1960. Puede que fueran 2500 en 1970. En 1990 eran 3500 individuos.
Según datos del BIA en 1995, en la reserva de Fort Mojave había 606 en Arizona y 445 en California, de los cuales 600 y 441 en el rol tribal. En la reserva de Río Colorado hay 51 en California y 1967 en Arizona, de los cuales 3126 en el rol tribal. En Fort McDowell en Arizona hay 887 habitantes, de los cuales 849 en el rol tribal.
Según el censo de los Estados Unidos de 2000, había 1906 en Fort Mojave, 1927 en Colorado River y 154 en Fort MacDowell. En total 3977 individuos.

## Costumbres
Estaban influidos culturalmente por los hopi, eran agricultores y cultivaban maíz, calabazas, melones, trigo, habas y otros cultivos locales. También se dedicaban a la pesca fluvial.
Disfrutaban de un gran ritualismo basado totalmente en la familia. No vivían en pueblos, sino en asentamientos rurales. Las viviendas eran pequeñas bordas entretejidas y distribuidas por el campo, y los propietarios de la casa lo eran también de las tierras productivas que tenían alrededor. También era muy destacable su alfarería y cestería.
Escogían un cabecilla tribal, pero solo tenía funciones de ritual político, además que sólo hacía de consejero en tiempos de guerra, y su prestigio se basaba en el éxito en las batallas, la lucha cuerpo a cuerpo y en tocar al enemigo en combate sin matarlo ni herirlo, ya que era lo más difícil. Además, tenían una sociedad guerrera secreta, kwanami, con arqueros, lanceros y escuderos.

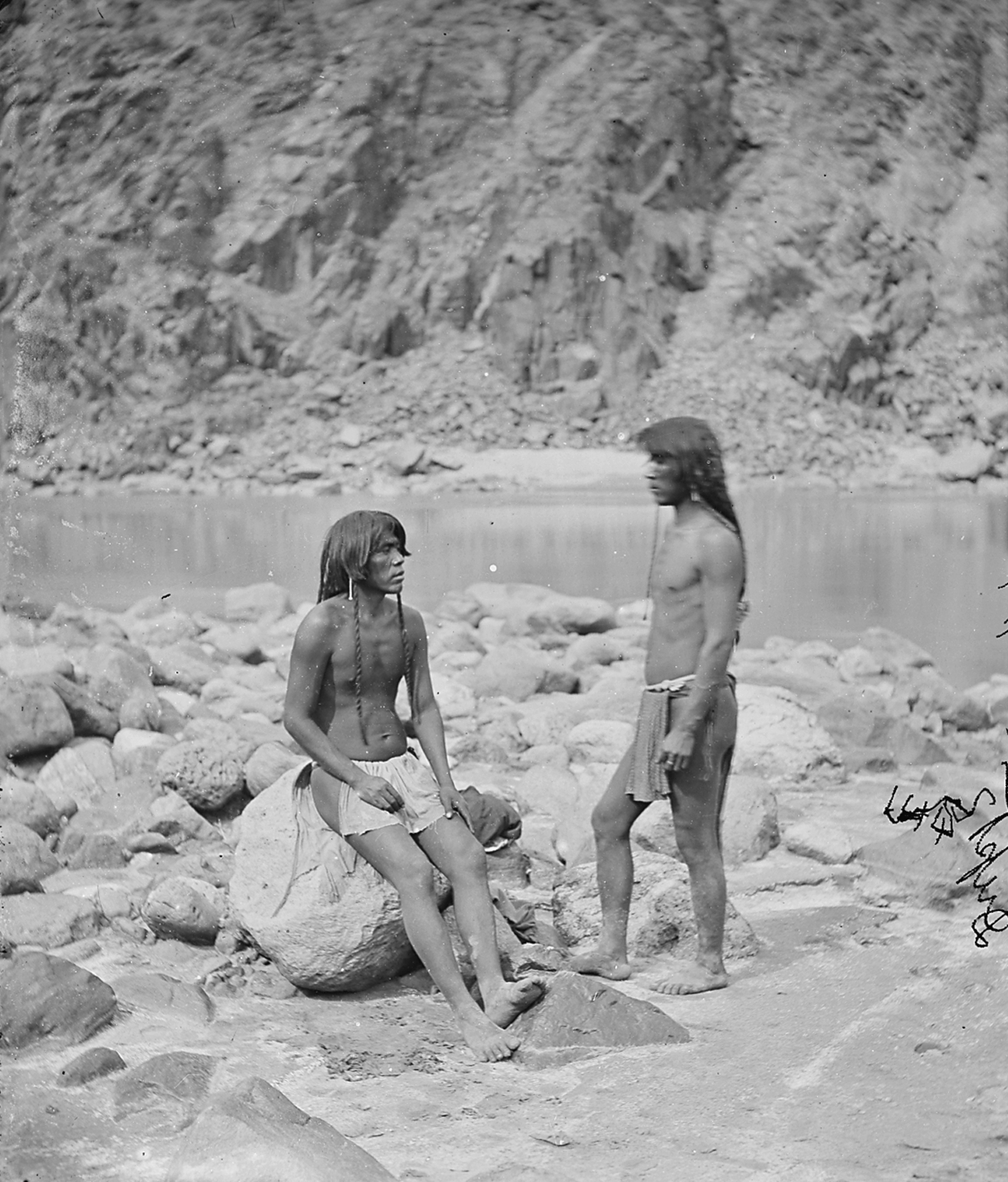
Indios mojaves en Arizona.

Creían en un supremo creador, y daban importancia a los sueños como fuente de poderes especiales. Las ceremonias públicas tomaban forma de canciones y un ciclo de sonidos de sueños que narraban un mito. Un ciclo podía tener un millar de canciones. Más tarde también tomaron los nombres patronímicos y el liderazgo hereditario por línea masculina.

## Historia
Eran enemigos de los pápago y los pima, y viajaban a menudo a la costa californiana en la búsqueda de almejas. Los primeros europeos que los visitaron fueron los españoles Hernando de Alarcón en 1540 y Juan de Oñate en 1605, que no pudieron someterlos debido a la lejanía de los centros de civilización donde estaban situados, ya que estaban bastante al norte, y además eran muy belicosos.
En 1775 fueron visitados por Francisco Tomás Garcés, que los usó como guías para atravesar el cañón del Colorado, pero también los intentó enviar a las misiones, con lo cual se ganó su enemistad.
En 1821 su territorio pasó a México, aunque no reconocían ninguna autoridad. En 1827 atacaron una expedición de Jedediah Smith y en 1835 hostilizaron a menudo a los colonos que iban hacia California, aunque no hicieron guerras importantes.
En 1848, por el tratado de Guadalupe-Hidalgo, su territorio pasó a los Estados Unidos, que construyeron Fort Yuma en su territorio. En 1865 fueron establecidos en Fort MacDowell, con 700 chemehuevi y kawaiisu.